# Cardiel
Cardiel (hiszp. Lago Cardiel) – jezioro tektoniczno-lodowcowe w południowej Argentynie, na Wyżynie Patagońskiej. 